# 瓦尔茨胡特-廷根
瓦尔茨胡特-廷根（德語：Waldshut-Tiengen，發音：[ˈvaltshuːt ˈtiːŋən] ⓘ）是德国巴登-符腾堡州弗赖堡行政区瓦尔茨胡特县的城市，也是瓦尔茨胡特县的县治，面积77.97平方千米，2023年12月31日人口为25,114人。

瓦尔茨胡特-廷根 - Waldshut-Tiengen
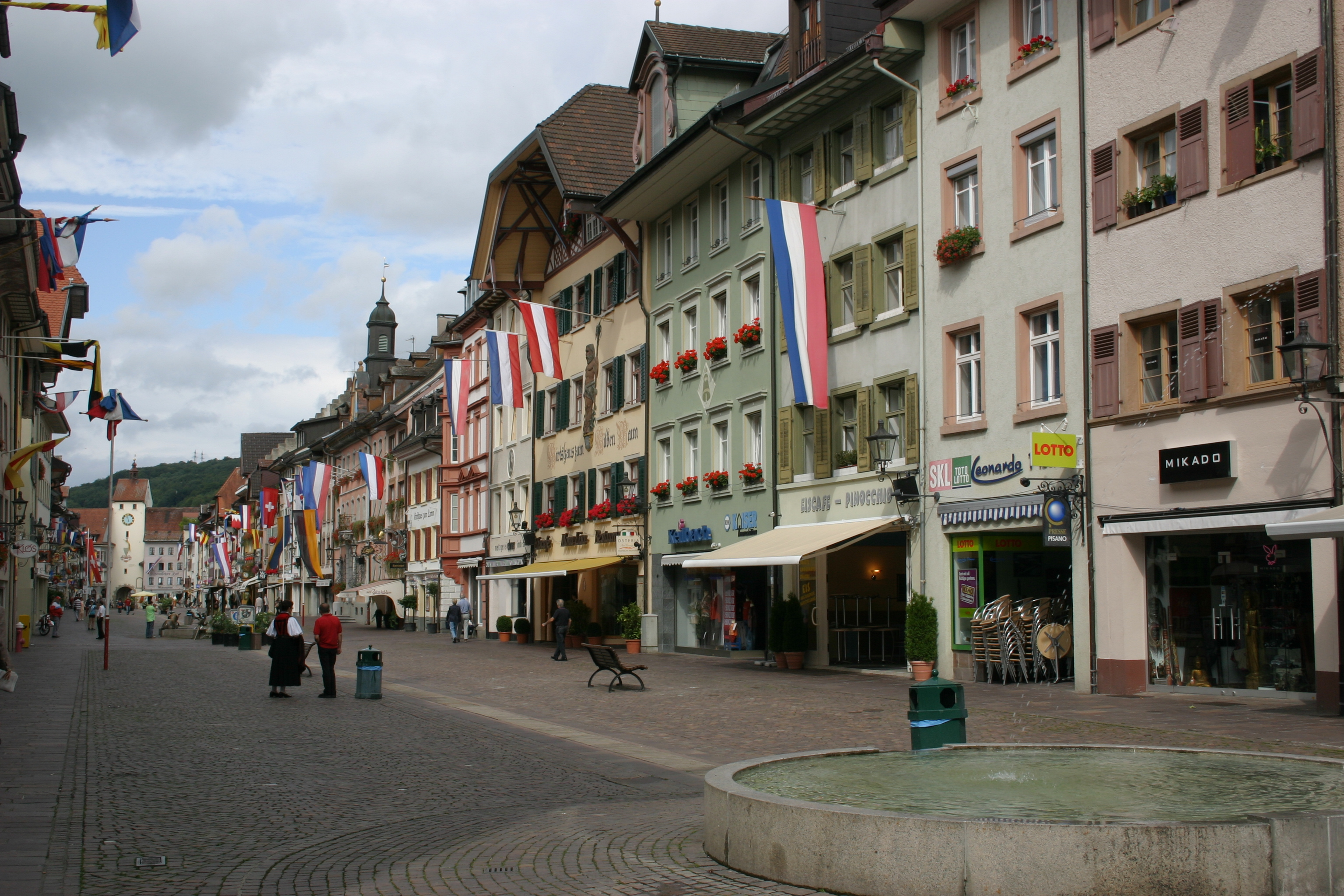
瓦尔茨胡特
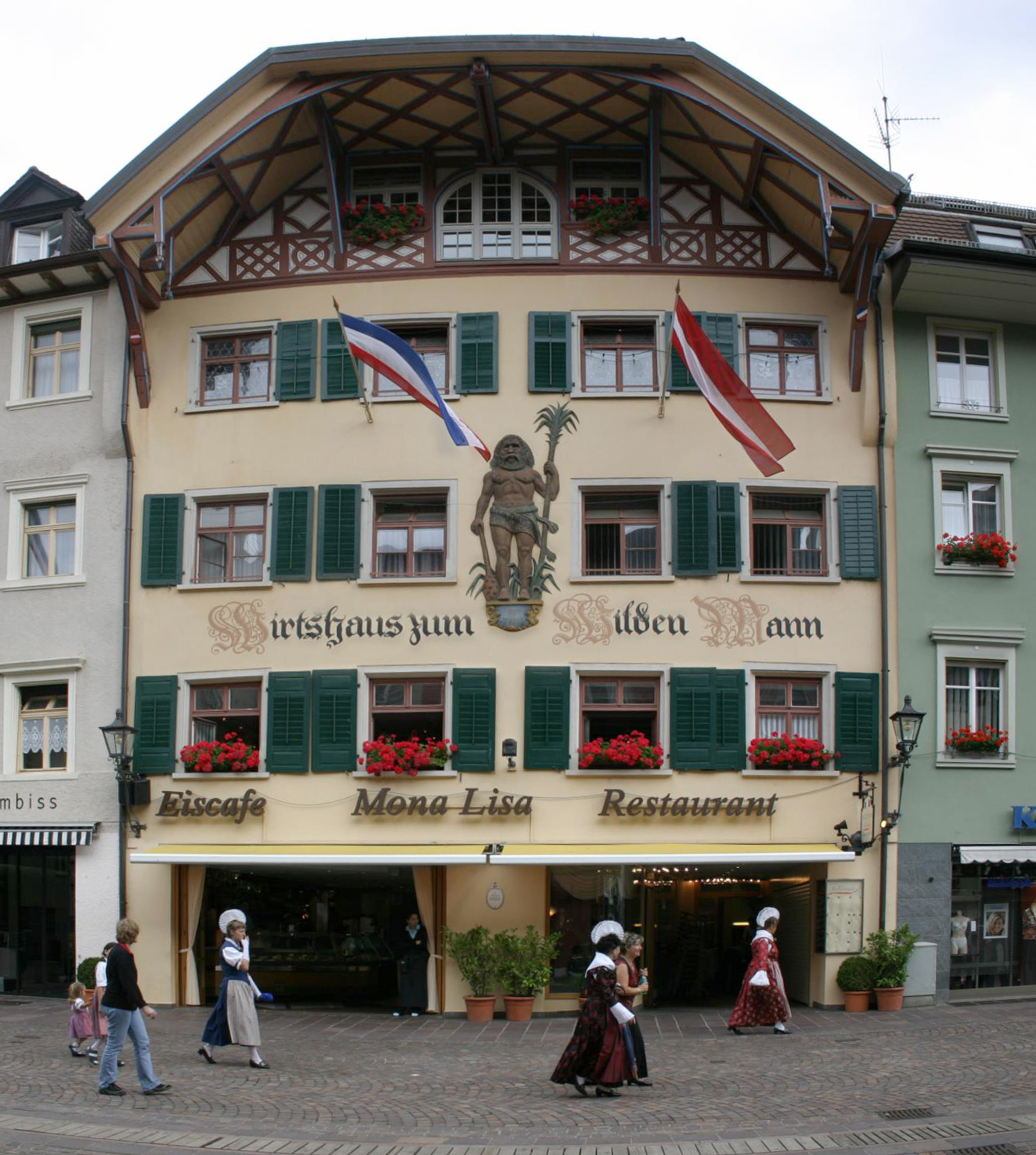
瓦尔茨胡特
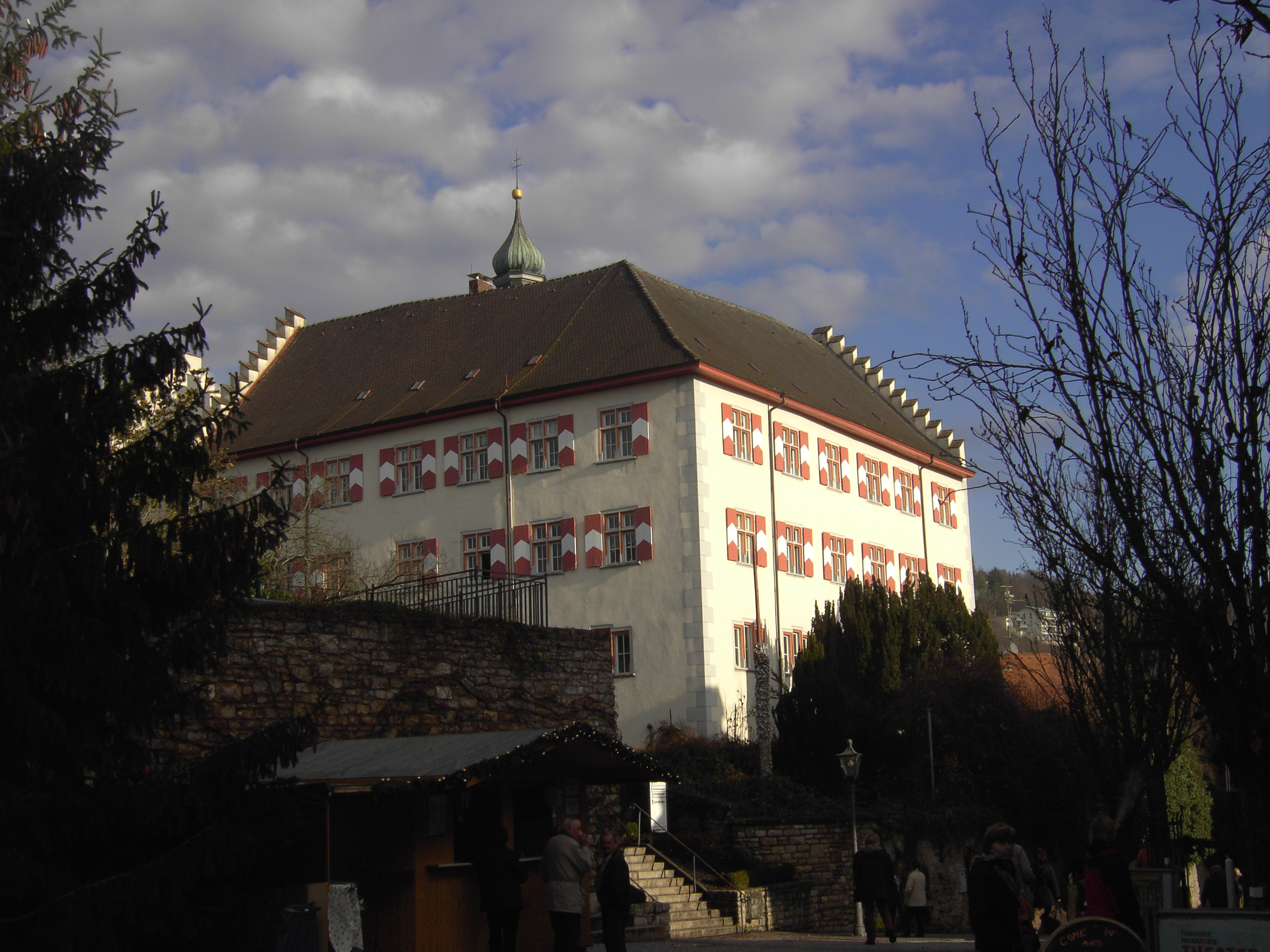
廷根宫
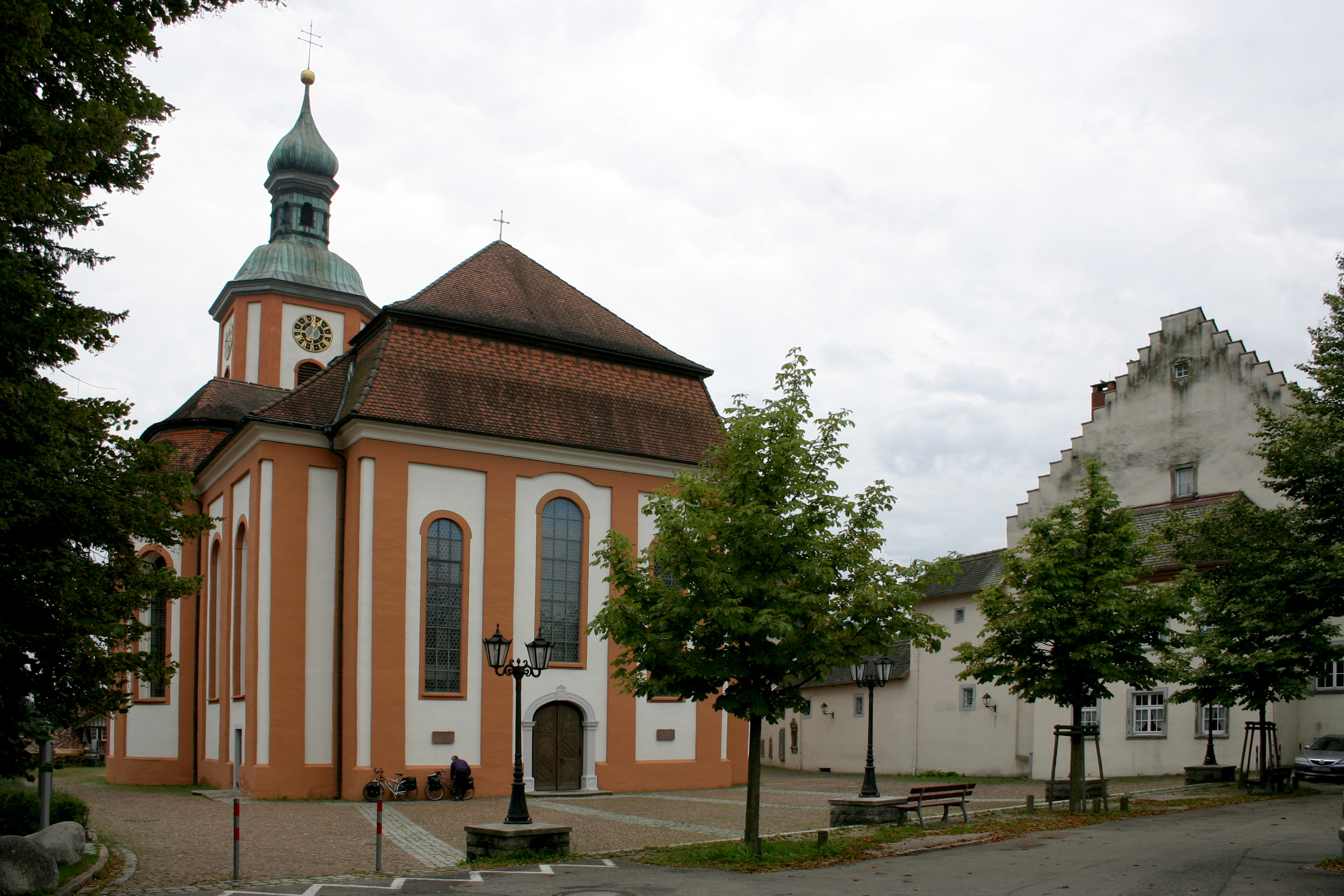
廷根
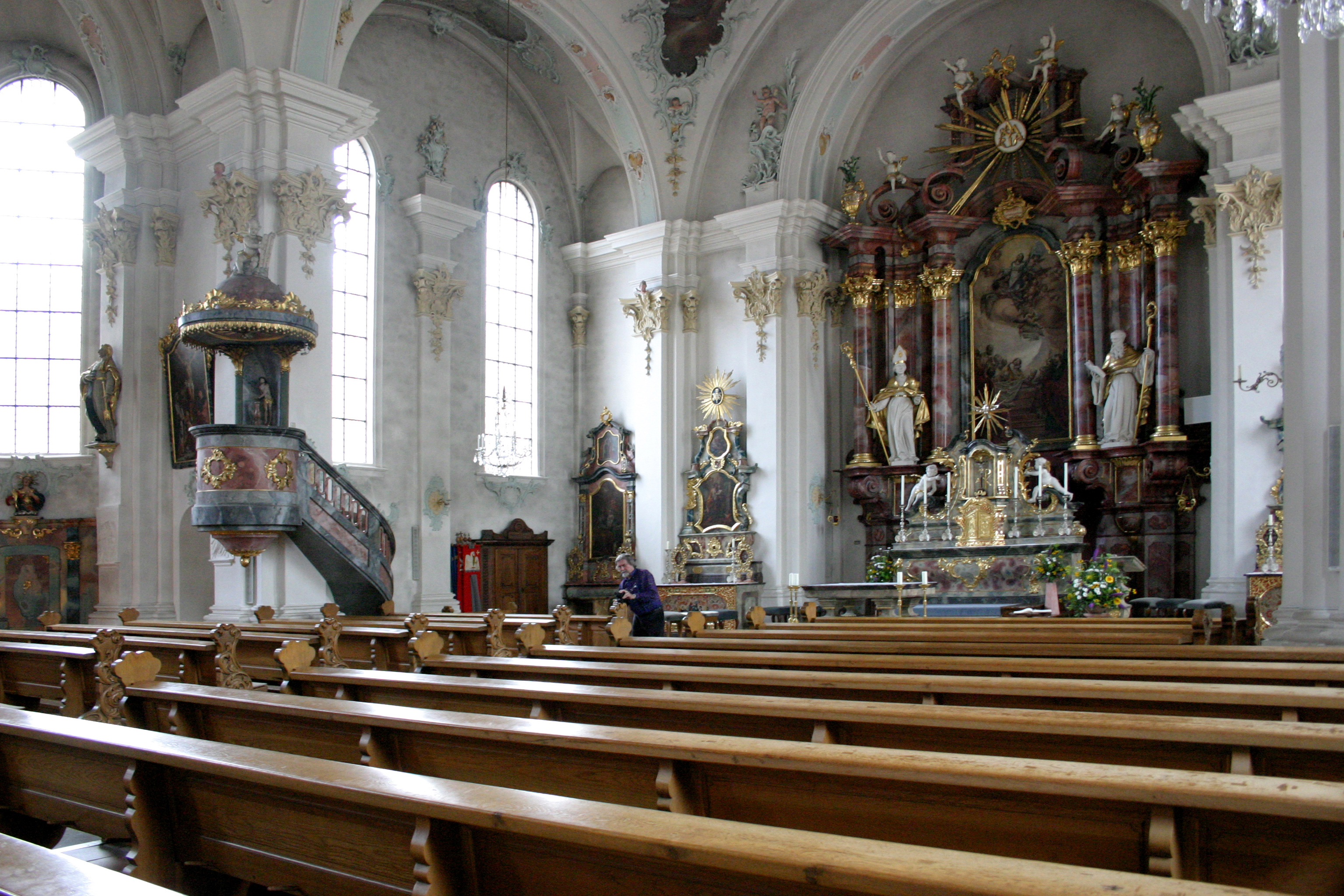
廷根

## 友好城市
- 英国 刘易斯（1974年）
- 法國 库特奈（1963年）